# استنباط نوع
استنباط نوع (به انگلیسی: type inference) به تشخیص خودکار نوع یک عبارت در یک زبان صوری اشاره دارد. این زبان‌های صوری هم شامل زبان‌های برنامه‌نویسی است، و هم شامل سامانه‌های نوع ریاضی است، اما در زبان‌های طبیعی در بعضی از رشته‌های علوم رایانه و زبان‌شناسی هم استنتاج نوع انجام می‌گیرد.